# Drying in Place
Drying in Place (DIP) ist der englische Ausdruck für ein Verfahren zur Trocknung von verfahrenstechnischen Anlagen ohne wesentliche Umbauten an der Anlage, so dass die durch Cleaning in Place (CIP) und Sterilization in Place (SIP) hergestellten Zustände der Sauberkeit und Sterilität nicht beeinträchtigt werden. Das Verfahren ermöglicht eine neue Anlagenfahrt ohne die Gefahr einer Verdünnung des Produktes und erhöht gleichzeitig durch das Entfernen von Wasser die Dauersterilität einer Anlage im Stillstand.

## Quelle
- Volker Schöberl: Sauber soll’s sein. (PDF, 844 kB) CIP-/SIP-/DIP-Stationen für die Pharmaindustrie. In: Pharma + Food. Februar 2005, S. 34, archiviert vom Original am 12. August 2007; abgerufen am 30. Dezember 2012.